# Ypsolopha aurata
Ypsolopha aurata là một loài bướm đêm thuộc họ Ypsolophidae. Loài này có ở Nhật Bản.
Sải cánh dài 16–17 mm.